# Sísarcha
Sísarcha, en grec moderne : Σίσαρχα, est un village du dème d'Anógia, dans le district régional de Réthymnon de la Crète, en Grèce. Selon le recensement de 2011, la population de Sísarcha compte 60 habitants.
Le village est situé à 58 km à l'est de Réthymnon, 35 km d'Héraklion et 3,5 km d'Anógia, à une altitude de 640 mètres.